# District de Tanargues
Le district de Tanargues est une ancienne division territoriale française du département de l'Ardèche de 1790 à 1795. Il résulte d'une réorganisation du département, passant de sept à trois districts, quelques mois après la création des districts. Il est formé de l'ancien district de l'Argentière. Le chef-lieu du district a été déplacé de L'Argentière à Joyeuse.

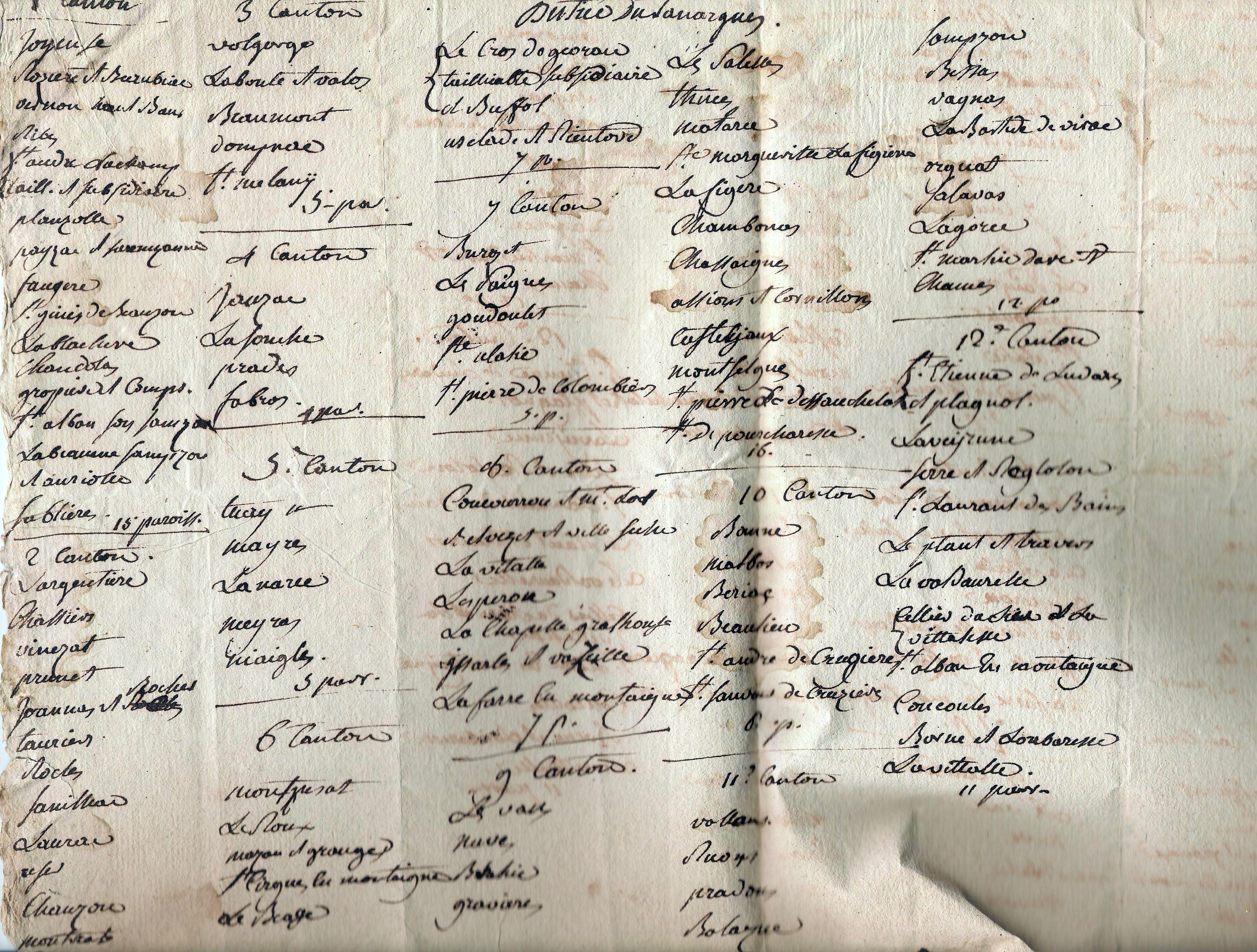
Document d'époque

Il était composé des cantons de Joyeuse, l'Argentière, Bannes, Burzet, Coucouron, Montpezat, Saint Etienne de Ludaret, Thueÿs, Valgorge, Vallon et les Vans.